# Sinterklaasjournaal (2013)
Het Sinterklaasjournaal in 2013 was het dertiende seizoen van het Sinterklaasjournaal en werd gepresenteerd door Dieuwertje Blok. De intocht vond plaats in Groningen.

## Verhaallijn
Onderweg naar Groningen ontstond paniek op de stoomboot omdat Sinterklaas zijn staf zou zijn vergeten. Het bleek dat meneer De Vries bij een verbouwing de echte staf van Sinterklaas in zijn schoorsteen had gevonden en de oude staf uit een feestwinkel kwam. Meneer De Vries bracht deze echte staf naar Sinterklaas, maar door een misverstand gooiden de Pieten deze per ongeluk weg. Via de vuilniswagen kwam de staf uiteindelijk in de feestwinkel terecht. Uiteindelijk was het de Luisterpiet die dit ontdekte en de staf terug naar Sinterklaas kon brengen.
Deze Luisterpiet was al vooruit gegaan naar Nederland om te luisteren en te noteren wat de kinderen deden, zodat Sinterklaas dat in het grote boek kon zetten. Maar op onverklaarbare wijze verdwenen de notitieboekjes spoorloos en er verdwenen ook andere dingen. Daarom moest de Luisterpiet opnieuw gaan luisteren. Alles wat hij hoorde, vertelde hij aan Sinterklaas die het dan in het grote boek schreef. Toen Sinterklaas dit echter wilde doen, bleek het grote boek ook weg te zijn.
Later bleken alle verdwenen voorwerpen als 5 decembercadeaus te zijn ingepakt en door heel Nederland te zijn verspreid, omdat men via internet al een cadeau kan laten maken. Maar aangezien deze cadeaus na verloop van tijd op raakten, gingen ze over op dingen uit het Pietenhuis. De Pieten moesten alles terughalen. Het grote boek werd echter niet teruggevonden. De Luisterpiet, die alle dingen die hij had gehoord, voor Sinterklaas had onthouden, was verdrietig, liep weg en niemand wist waarheen. Omdat de Pieten nu niets meer te doen zouden hebben, gingen ze naar de stoomboot om zich klaar te maken voor vertrek. Uiteindelijk bleek dat de Luisterpiet alle cadeaus had opgehaald die de Pieten vergeten waren. Hier zat ook het grote boek tussen, waardoor Sinterklaas alsnog alles erin kon schrijven.

## Rolverdeling
| Rol                                                      | Naam                     |
| -------------------------------------------------------- | ------------------------ |
| Presentatrice                                            | Dieuwertje Blok          |
| Voice-over                                               | Kees Driehuis            |
| Verslaggever                                             | Jeroen Kramer            |
| Verslaggeefster                                          | Dolores Leeuwin          |
| Sinterklaas                                              | Stefan de Walle          |
| Wellespiet                                               | Dick van den Toorn       |
| Boekpiet                                                 | Marc Nochem              |
| Reservepiet                                              | Pim Muda                 |
| Vergeetpiet                                              | John Jones               |
| Hoofdpiet                                                | Erik van Muiswinkel      |
| Huispiet                                                 | Maarten Wansink          |
| Pietje Precies                                           | Bob Fosko                |
| Pietje Paniek                                            | Jochem Myjer             |
| Cupido Piet                                              | Joost Spijkers           |
| Cupido Piet                                              | Friso van Vemde Oudejans |
| Luisterpiet                                              | Joep Onderdelinden       |
| Bakpiet                                                  | Pierre Wind              |
| Inpakpiet                                                | Javier Guzman            |
| Postbode                                                 | Theo Schouwerwou         |
| Jan Boel                                                 | Bert Visscher            |
| Helma Boel                                               | Brigitte Kaandorp        |
| Eppo Zanik                                               | Freek de Jonge           |
| P.O.D.                                                   | Bas Hoeflaak             |
| P.O.D.                                                   | Peter van de Witte       |
| Meneer Spijkers                                          | Bruun Kuijt              |
| Gastrollen                                               |                          |
| Man in trein                                             | Jacques d'Ancona         |
| Olivier de Ruyter, student in Groningen                  | Tim Murck                |
| Inwoner Groningen                                        | Lenie 't Hart            |
| Klokkenluider Martinitoren                               | Micha Wertheim           |
| Meneer De Vries                                          | Sjoerd Pleijsier         |
| Bakker Simon                                             | Evert van Steenis        |
| Mevrouw De Vries                                         | Bianca Krijgsman         |
| Zichzelf (schoonmakers Hoe schoon is...)                 | Sonja Cherrat            |
| Zichzelf (schoonmakers Hoe schoon is...)                 | Inge Cornelisse          |
| Presentatrice Tussen Kunst & Kitsch                      | Nelleke van der Krogt    |
| Meneer Zilverwerk                                        | Derek de Lint            |
| Hans Duurkoop                                            | Arjan Ederveen           |
| Dierenverzorger                                          | Frank Lammers            |
| Bakker Jan Hagel                                         | Patrick Stoof            |
| Vader                                                    | Dennis van der Geest     |
| Juf Aagje                                                | Sanne Vogel              |
| Boer Frank                                               | Raymond Thiry            |
| Boerin                                                   | Raymonde de Kuyper       |
| Man die niet wil dat de Luisterpiet hem hoort            | Mimoun Ouled Radi        |
| Vader                                                    | Joep Sertons             |
| Ben Zwendelaar uit Sjoemelen                             | Jeroen Spitzenberger     |
| Moeder van Meike, wordt afgeluisterd door de Luisterpiet | Tatum Dagelet            |
| Vader van Meike                                          | Mattijn Hartemink        |
| Juf Marloes                                              | Terence Schreurs         |